# 功能性神经造影

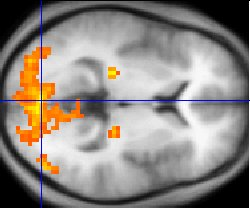
功能性磁共振造影数据

功能性神经造影是指使用神经造影技术来量测大脑功能，以了解脑区活化与特定认知历程之间的关系。它主要为认知神经科学、认知心理学、神经心理学和社会神经科学领域的研究工具。

## 概述
常见的功能性神经造影方法：
- 正子断层造影(PET)
- 功能性磁共振造影(fMRI)
- 脑电图(EEG)
- 脑磁图(MEG)
- 功能性近红外光谱(fNIRS)
- 单光子发射计算机断层造影(SPECT)
- 功能性超音波照影(fUS)

主要的脑功能性造影技术的空间解析度与时间解析度

正子断层造影（PET）、功能性磁共振造影（fMRI）、功能性近红外光谱（fNIRS ）和功能性超音波照影（fUS）可以量测与神经活动有关的脑部血流的局部变化。这些变化被称为活化。当受试者进行特定作业时，活化脑区可能与作业的行为有关，而这可以被应用于神经计算中。例如，比起没有视觉刺激的作业，有视觉刺激的作业较能引起枕叶的广泛活化。该区接收来自视网膜的讯号，并被认为是负责视觉功能的脑区。
其他神经造影方法为记录电流或磁场，例如 脑电图（EEG） 和 脑磁图（MEG）。不同方法有各自的优点；例如，以脑磁图（MEG）量测脑区活化，可得到时间解析度较高（毫秒级别），但空间解析度较低的结果。以功能性磁共振造影（fMRI）量测脑区活化，可得到空间解析度较高，但时间解析度较低的结果 。另外，功能性超音波照影（fUS) 的时空解析度较好，在临床前模型使用15MHz的超音波，空间解析度可达100 微米，时间解析度可达100 毫秒，只是解析度会受到神经血管耦合的限制。
最近，磁粒子造影（MPI）被提出作为一种新敏感的造影技术。脑部血流量的增加可使得功能性磁粒子造影的时间解析度较为充分。进行在啮齿类动物上的第一个临床前功能性造影试验已成功证明这一点。 

## 功能性神经造影主题
研究中使用何种技术主要取决于当前所要解决的问题。不同技术有不同的量测限制。例如，脑磁图（MEG）和脑电图（EEG）记录一群活化的神经细胞的磁场或电流变化。这些方法的时间解析度较高，因此适合量测神经事件的时间进程（以毫秒为单位），但因为空间解析度较低，因此不适合量测事件发生的脑区。 正子断层造影（PET）和功能性磁共振造影（fMRI） 用于量测神经事件附近的血液成分变化。由于血液变化很慢（大约几秒钟），这些方法的时间解析度较低，若用于量测神经事件的时间进程则结果会差得多，通常这些方法用于量测事件发生的脑区位置。
传统的“活化研究”重点在于确立与特定作业相关的脑部活动的分布形式。现今，科学家通过研究不同脑区之间的交互作用，以更了解大脑功能，这是因为庞大的神经处理是在好几个脑区整合而成的网络中完成的。其中一个神经造影主要的研究领域为空间位置较远的脑区如何产生功能性联结。透过功能性联结分析，可研究在特定的认知作业或动作作业中，又或是休息期间的自发活动中，脑区间的神经交互作用为何。功能性磁共振造影（fMRI）和正电子发射断层造影（PET） 能够建立起与时间相关的不同空间分布下的脑区功能性联结地图，即脑区功能性网络。有几项神经造影研究发现，盲人在进行盲文阅读、记忆提取、听觉定位，以及其他听觉功能等等非视觉相关的作业时，视觉区后侧也可能会活化。
量测脑部功能联结的直接方式是研究某一脑区的刺激如何影响到其它脑区。这类研究通过结合穿颅磁刺激（TMS）与其它神经造影工具，包括正子断层造影（PET）、功能性磁共振造影（fMRI）或脑电图（EEG），以非侵入性的方式在人脑进行。Massimini等人使用脑电图（EEG）记录神经讯号从受刺激部位开始传递的方式。他们发现在非快速眼动睡眠中，虽然大脑对刺激的反应强烈，但脑区功能性联结强度却比清醒时要弱得多。因此，在深度睡眠期间，“脑区间不会相互交谈”。
功能性神经造影利用认知神经科学、社会神经科学、其他生物科学（如神经解剖学和神经生理学）、物理学和数学等领域的数据，以进一步开发和完善这些技术。

## 批判和严谨的诠释
功能性神经造影研究的实验设计与结果诠释需非常严谨。处理数据时需进行统计分析（通常使用统计参数映射的分析技术），以便能够区分大脑中不同的活化位置。当某些认知历程难以概念化或者没有相对应简单定义的作业（例如信念和意识），进行数据分析时可能特别困难。
媒体经常引用一些有趣现象的功能性神经造影结果。在一个案例中，一群著名的功能性神经造影研究人员认为有必要给《纽约时报》写一封信，以回应一篇关于神经政治学的社论对页文章。他们认为这项研究的一些结果诠释“在科学上是没有根据的”。
黑斯廷斯中心于2014年3月发布了一篇报告，题目为《神经影像诠释: 技术及其限制的概述》，内容包含由顶尖神经科学家和生物伦理学家撰写的文章。 该报告简要解释了神经造影技术，同时也说明了对它的批评、辩护，以及它的现状、意义和预期。

## 延伸阅读
- Cabeza, R., & Kingstone, K. (eds.) (2006). Handbook of Functional Neuroimaging of Cognition. MIT Press.
- Cacioppo, J.T., Tassinary, L.G., & Berntson, G. G. (2007). Handbook of Psychophysiology. Cambridge University Press.
- Hillary, F.G., & DeLuca, J. (2007). Functional Neuroimaging in Clinical Populations.
- Kanwisher, N., & Duncan, J. (2004). Functional Neuroimaging of Visual Cognition.
- Silbersweig, D., & Stern, E. (2001). Functional Neuroimaging and Neuropsychology Fundamentals and Practice.
- Thatcher, R, W. (1994). Functional Neuroimaging: Technical Foundations.